# Bermerain
Bermerain est une commune française située dans le département du Nord, en région Hauts-de-France.

## Géographie

### Description
Bermerain est un petit bourg de la vallée de l'Écaillon dans le Solesmois, situé  à égale distance de l'Avesnois, du Valenciennois et du Cambrésis à 12 km au sud de Valenciennes, 14 km au sud-ouest de la frontière franco-belge et 38 km de Mons, 31 km à l'ouest de Maubeuge, 32 km au nord-ouest d'Avesnes-sur-Helpe, 23 km au nord-est de Cambrai, 35 km au sud-est de Douai et 54 km au sud-est de Lille à vol d'oiseau.
Bermerain est desservi par les lignes 422 et 333 du Réseau Arc-en-ciel[Quand ?]

### Communes limitrophes
| Vendegies-sur-Écaillon    | Vendegies-sur-Écaillon | Sepmeries |
| Saint-Martin-sur-Écaillon | Bermerain              | Ruesnes   |
| Saint-Martin-sur-Écaillon | Escarmain              | Capelle   |

### Hydrographie

#### Réseau hydrographique
La commune est située dans le bassin Artois-Picardie. Elle est drainée par l'Écaillon, le ruisseau Saint-georges et le ruisseau le roniau,,.
L'Écaillon, d'une longueur de 33 km, prend sa source dans la commune de Locquignol et se jette  dans l'Escaut canalisée à Prouvy, après avoir traversé 13 communes.
Le ruisseau Saint-Georges, d'une longueur de 19 km, prend sa source dans la commune de Locquignol et se jette  dans l'Écaillon sur la commune, après avoir traversé dix communes.

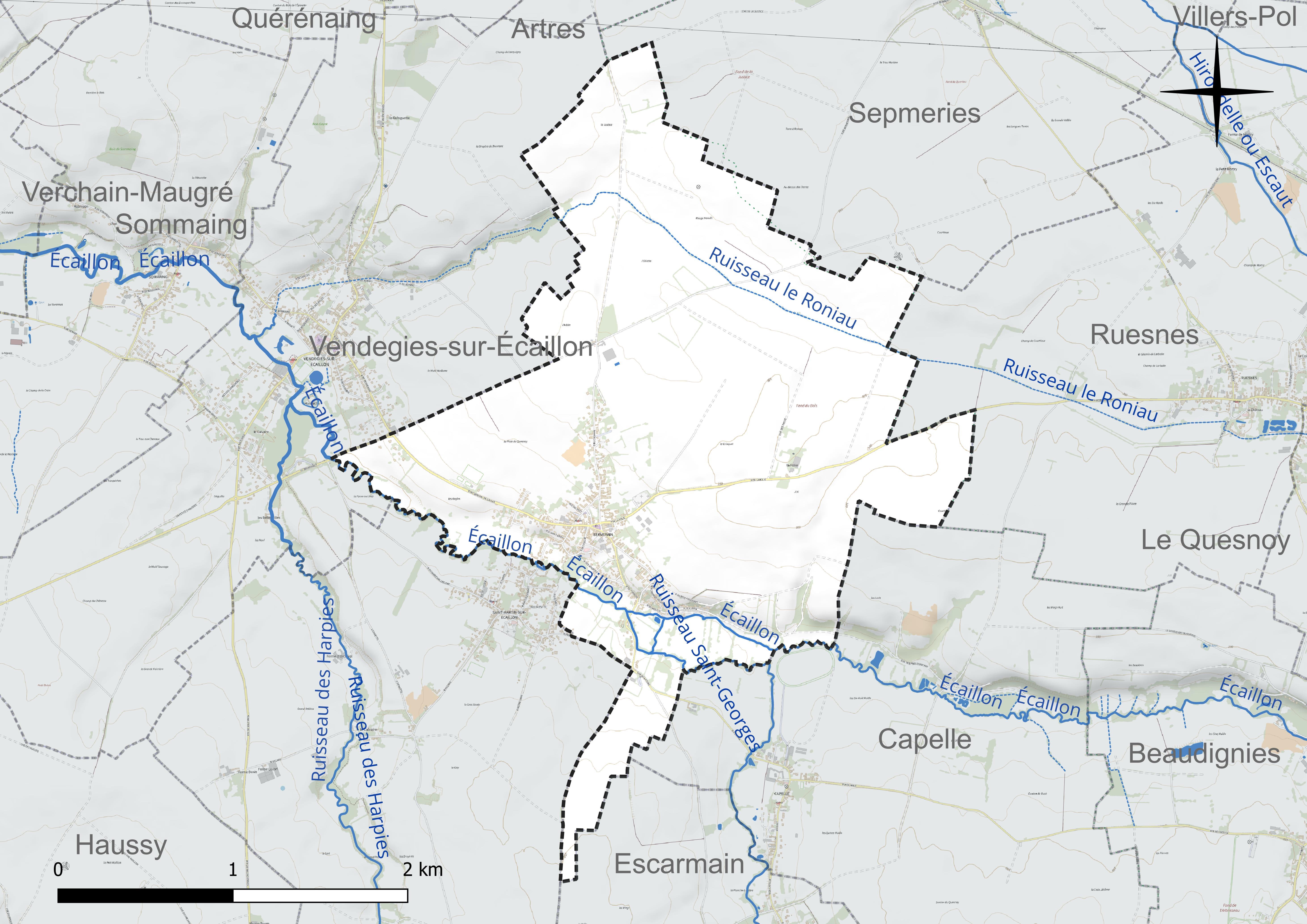
Réseau hydrographique de Bermerain.

#### Gestion et qualité des eaux
Le territoire communal est couvert par le schéma d'aménagement et de gestion des eaux (SAGE) « Escaut ». Ce document de planification concerne un territoire de 2 005 km2 de superficie, délimité par le bassin versant de l'Escaut. Le périmètre a été arrêté le 9 juin 2006 et le SAGE proprement dit a été approuvé le 13 juillet 2021. La structure porteuse de l'élaboration et de la mise en œuvre est le syndicat mixte Escaut et Affluents (SyMEA).
La qualité des cours d'eau peut être consultée sur un site dédié géré par les agences de l'eau et l'Agence française pour la biodiversité.

### Climat
Pour des articles plus généraux, voir Climat des Hauts-de-France et Climat du Nord.
En 2010, le climat de la commune est de type climat océanique dégradé des plaines du Centre et du Nord, selon une étude du CNRS s'appuyant sur une série de données couvrant la période 1971-2000. En 2020, Météo-France publie une typologie des climats de la France métropolitaine dans laquelle la commune est exposée à un climat océanique altéré et est dans la région climatique Nord-est du bassin Parisien, caractérisée par un ensoleillement médiocre, une pluviométrie moyenne régulièrement répartie au cours de l'année et un hiver froid (3 °C).
Pour la période 1971-2000, la température annuelle moyenne est de 10,3 °C, avec une amplitude thermique annuelle de 14,7 °C. Le cumul annuel moyen de précipitations est de 735 mm, avec 11,9 jours de précipitations en janvier et 9,7 jours en juillet. Pour la période 1991-2020, la température moyenne annuelle observée sur la station météorologique la plus proche, située sur la commune de Valenciennes à 12 km à vol d'oiseau, est de 11,0 °C et le cumul annuel moyen de précipitations est de 694,1 mm,. Pour l'avenir, les paramètres climatiques de la commune estimés pour 2050 selon différents scénarios d'émission de gaz à effet de serre sont consultables sur un site dédié publié par Météo-France en novembre 2022.

## Urbanisme

### Typologie
Au 1er janvier 2024, Bermerain est catégorisée bourg rural, selon la nouvelle grille communale de densité à sept niveaux définie par l'Insee en 2022.
Elle est située hors unité urbaine. Par ailleurs la commune fait partie de l'aire d'attraction de Valenciennes (partie française), dont elle est une commune de la couronne,. Cette aire, qui regroupe 102 communes, est catégorisée dans les aires de 200 000 à moins de 700 000 habitants,.

### Occupation des sols
L'occupation des sols de la commune, telle qu'elle ressort de la base de données européenne d'occupation biophysique des sols Corine Land Cover (CLC), est marquée par l'importance des territoires agricoles (91,8 % en 2018), en diminution par rapport à 1990 (93 %). La répartition détaillée en 2018 est la suivante : 
terres arables (80,6 %), prairies (11,2 %), zones urbanisées (8,2 %). L'évolution de l'occupation des sols de la commune et de ses infrastructures peut être observée sur les différentes représentations cartographiques du territoire : la carte de Cassini (XVIIIe siècle), la carte d'état-major (1820-1866) et les cartes ou photos aériennes de l'IGN pour la période actuelle (1950 à aujourd'hui).

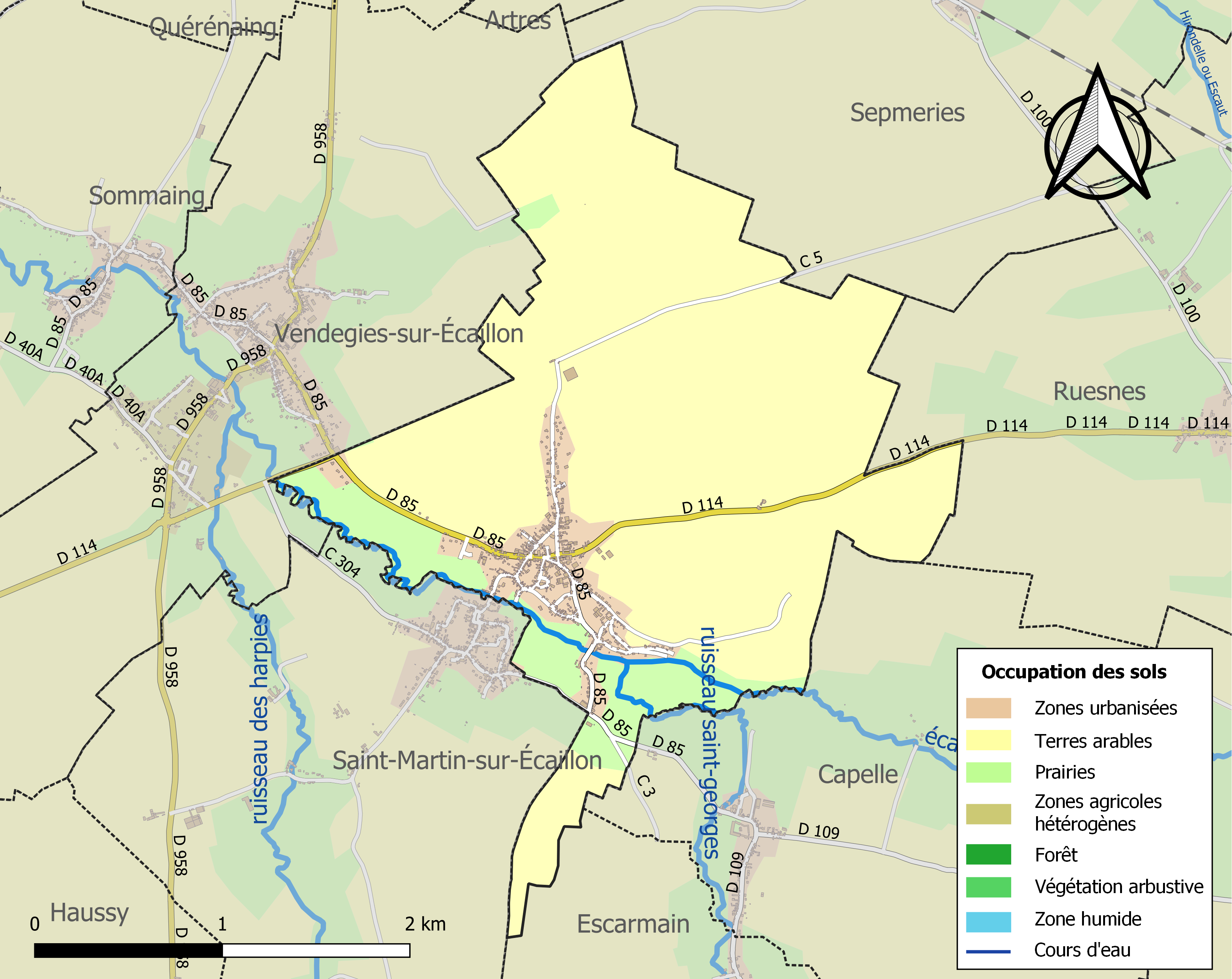
Carte des infrastructures et de l'occupation des sols de la commune en 2018 (CLC).

## Toponymie
Le village est mentionné entre les XIIe et XVIe siècles sous les noms Bermereng, Bermeraing ou Biermeraing. Il s'est longtemps nommé Bermerain-Notre-Dame pour le distinguer du village tout proche de Bermerain-Saint-Martin (aujourd'hui Saint-Martin-sur-Écaillon).
Boniface fait dériver le nom du bas-latin berria ou bera (plaine, pâturage humide) et interprète le nom comme « l'habitation près des pâturages ». Mannier le rapproche de Bermering dans le département de la Moselle (Bermering en flamand) et y voit plutôt « la ferme de Bermar (ou Bermer) »,.

### Habitat et logement
En 2019, le nombre total de logements dans la commune était de 323, alors qu'il était de 308 en 2014 et de 284 en 2009.
Parmi ces logements, 92,9 % étaient des résidences principales, 0 % des résidences secondaires et 7,1 % des logements vacants. Ces logements étaient pour 99,1 % d'entre eux des maisons individuelles et pour 0,9 % des appartements.
Le tableau ci-dessous présente la typologie des logements à Bermerain en 2019 en comparaison avec celle du Nord et de la France entière. Une caractéristique marquante du parc de logements est ainsi une proportion de résidences secondaires et logements occasionnels (0 %) inférieure à celle du département (1,6 %) mais supérieure à celle de la France entière (9,7 %). Concernant le statut d'occupation de ces logements, 82 % des habitants de la commune sont propriétaires de leur logement (84,2 % en 2014), contre 54,7 % pour le Nord et 57,5 pour la France entière.
| Typologie                                               | Bermerain | Nord | France entière |
| ------------------------------------------------------- | --------- | ---- | -------------- |
| Résidences principales (en %)                           | 92,9      | 90,6 | 82,1           |
| Résidences secondaires et logements occasionnels (en %) | 0         | 1,6  | 9,7            |
| Logements vacants (en %)                                | 7,1       | 7,8  | 8,2            |

## Histoire

### Antiquité
Hermoniacum, un important camp romain, est implanté en grande partie sur le territoire de Bermerain et constitue un relais d'étape pour les légions.

### Moyen Âge
À la mort de Clovis en 511 et lorsque son territoire est partagé entre ses 3 fils, Bermerain devient territoire de l'Austrasie. Le village est réintégré dans le royaume de France en même temps que cette dernière par Pépin le Bref et Charlemagne.
Du VIIe au XIIe siècle, Bermerain fait partie du décanat d'Haspres
Il appartient au duché de Lorraine de 810 à 1050, au Comté de Flandre jusqu'en 1425 et ensuite au duché de Bourgogne et au Saint-Empire romain germanique.
En 1339 Bermerain est éprouvé par les hostilités entre Édouard III et les Flamands, et les habitants du Hainaut. Philippe VI se venge des crimes sur la population en envoyant son fils, le Duc de Normandie, envahir le Hainaut à la tête d'une armée. Ils brûlent ainsi des dizaines de villages et donnent l'assaut au Château de Verchin mais ne parviennent pas à le prendre.
En 1427, la comtesse du Hainaut remet ses états à Philippe le Bon. Bermerain tombe ainsi sous la domination des Ducs de Bourgogne,

### Temps modernes
À l'abdication de Charles Quint en 1555, le village fait partie de l'Espagne jusqu'en 1659.
L'abbaye des Dames de Beaumont y déclare des baux de terres (1736-1789).

### Époque contemporaine
À la fin du XIXe siècle, Bermerain est un village agricole, comme ses voisins.

#### Première Guerre mondiale
Le village est libéré de l'occupation allemande le 24 octobre 1918 par le Royal Warwickshire Regiment britannique

## Politique et administration

### Rattachements administratifs et électoraux

#### Rattachements administratifs
La commune se trouve dans l'arrondissement de Cambrai du département du Nord.
Elle faisait partie depuis 1793 du canton de Solesmes. Dans le cadre du redécoupage cantonal de 2014 en France, cette circonscription administrative territoriale a disparu, et le canton n'est plus qu'une circonscription électorale.

#### Rattachements électoraux
Pour les élections départementales, la commune fait partie depuis 2014 du canton de Caudry
Pour l'élection des députés, elle fait partie de la douzième circonscription du Nord.

### Intercommunalité
Bermerain est membre de la communauté de communes du Pays solesmois, un établissement public de coopération intercommunale (EPCI) à fiscalité propre créé en 1994 et auquel la commune a transféré un certain nombre de ses compétences, dans les conditions déterminées par le code général des collectivités territoriales.

### Liste des maires
Maire en 1808 : Crepin.

Maire en 1881 : Crepin.
| Période                                  | Période                         | Identité                       | Étiquette | Qualité                                                                     |
| ---------------------------------------- | ------------------------------- | ------------------------------ | --------- | --------------------------------------------------------------------------- |
| Les données manquantes sont à compléter. |                                 |                                |           |                                                                             |
| avant 1802 1803                          |                                 | Emm. Delfosse                  |           |                                                                             |
|                                          | après 1807                      | M. Bruyère                     |           |                                                                             |
| Les données manquantes sont à compléter. |                                 |                                |           |                                                                             |
| 1900                                     | 1912                            | Jean Baptiste Dumenchin-Crépin |           |                                                                             |
| 1912                                     | 1914                            | Léon Poulain                   |           |                                                                             |
| 1914                                     | 1918                            | François Richard               |           |                                                                             |
| 1918                                     | 1919                            | Léon Poulain                   |           |                                                                             |
| 1919                                     | 1925                            | Auguste Lefebre                |           |                                                                             |
| 1925                                     | 1929                            | Jules Balieu                   |           |                                                                             |
| 1929                                     | 1935                            | André Cousin                   |           |                                                                             |
| 1935                                     | 1940                            | Léon Pottier                   |           |                                                                             |
| 1940                                     | 1947                            | Henri Tondeur                  |           |                                                                             |
| 1947                                     | 1953                            | Léon Poulain                   |           |                                                                             |
| 1953                                     | 1959                            | Jean Locoche                   |           |                                                                             |
| 1959                                     | 1965                            | Marceau Bouly                  |           |                                                                             |
| 1965                                     | 1971                            | Paul Maréchal                  |           |                                                                             |
| 1971                                     | 1989                            | Jean Dhalluin,                 |           | Cadre des Ets Eternit                                                       |
| 1989                                     | 2016                            | Patrick Teinte                 | SE-DVG    | Magistrat Démissionnaire                                                    |
| 2016                                     | En cours (au 13 septembre 2022) | Yvan Bruniau                   | SE        | Cadre retraité Chevalier du mérite agricole Réélu pour le mandat 2020-2026, |

## Équipements et services publics
L'ancienne mairie a été rénovée et transformée en maison des associations.

### Eau et déchets
Une déchèterie gérée par l'intercommunalité fonctionne à Bernerain.

### Enseignement
Bermerain relève  de l'académie de Lille.
La commune dispose d'une école, l'école Marcel-Pagnol de deux classes primaires et deux classes maternelles, où sont inscrits 85 élèves  en 2022, et une école maternelle, toutes deux publiques. La cantine est organisée dans le foyer rural de la commune

### Équipements culturels
Une bibliothèque est créée à Bernerain en 2018.

### Santé
On compte 2 médecins généralistes pour la commune, ce qui donne une densité médicale assez bonne qui est de 2,9 médecins pour 1000 habitants (région Nord Pas-de-Calais et France métropolitaine 1,65).[réf. nécessaire]
Bermerain est doté d'un cabinet où se concentrent les 2 médecins généralistes, ainsi qu'une psychologue, un kinésithérapeute, etc[Quand ?].

### Postes et télécommunications
Le bureau de poste, l'un des derniers du Solesmois, a fermé à l'été 2022. Afin d'y remédier, une agence postale communale est organisée par la commune en mairie,  ouverte du mardi au samedi, de 9 h 15 à 11 h 45.

## Population et société

### Démographie

#### Évolution démographique
L'évolution du nombre d'habitants est connue à travers les recensements de la population effectués dans la commune depuis 1793. Pour les communes de moins de 10 000 habitants, une enquête de recensement portant sur toute la population est réalisée tous les cinq ans, les populations de référence des années intermédiaires étant quant à elles estimées par interpolation ou extrapolation. Pour la commune, le premier recensement exhaustif entrant dans le cadre du nouveau dispositif a été réalisé en 2004.

En 2022, la commune comptait 778 habitants, en évolution de +8,51 % par rapport à 2016 (Nord : +0,51 %, France hors Mayotte : +2,11 %).
| 1793 | 1800 | 1806 | 1821  | 1831  | 1836  | 1841  | 1846  | 1851  |
| ---- | ---- | ---- | ----- | ----- | ----- | ----- | ----- | ----- |
| 880  | 932  | 970  | 1 053 | 1 220 | 1 203 | 1 228 | 1 245 | 1 261 |

| 1856  | 1861  | 1866  | 1872  | 1876  | 1881  | 1886  | 1891  | 1896 |
| ----- | ----- | ----- | ----- | ----- | ----- | ----- | ----- | ---- |
| 1 290 | 1 281 | 1 292 | 1 259 | 1 206 | 1 133 | 1 082 | 1 053 | 975  |

| 1901 | 1906 | 1911 | 1921 | 1926 | 1931 | 1936 | 1946 | 1954 |
| ---- | ---- | ---- | ---- | ---- | ---- | ---- | ---- | ---- |
| 956  | 931  | 875  | 732  | 737  | 714  | 660  | 613  | 665  |

| 1962 | 1968 | 1975 | 1982 | 1990 | 1999 | 2004 | 2006 | 2009 |
| ---- | ---- | ---- | ---- | ---- | ---- | ---- | ---- | ---- |
| 669  | 697  | 664  | 707  | 693  | 710  | 668  | 658  | 643  |

| 2014 | 2019 | 2022 | - | - | - | - | - | - |
| ---- | ---- | ---- | - | - | - | - | - | - |
| 701  | 736  | 778  | - | - | - | - | - | - |

#### Pyramide des âges
La population de la commune est relativement jeune.
En 2018, le taux de personnes d'un âge inférieur à 30 ans s'élève à 35,5 %, soit en dessous de la moyenne départementale (39,5 %). À l'inverse, le taux de personnes d'âge supérieur à 60 ans est de 22,9 % la même année, alors qu'il est de 22,5 % au niveau départemental.
En 2018, la commune comptait 361 hommes pour 369 femmes, soit un taux de 50,55 % de femmes, légèrement inférieur au taux départemental (51,77 %).
Les pyramides des âges de la commune et du département s'établissent comme suit.
| Hommes | Classe d’âge | Femmes |
| ------ | ------------ | ------ |
| 0,0    | 90 ou +      | 0,5    |
| 6,1    | 75-89 ans    | 10,0   |
| 14,0   | 60-74 ans    | 15,1   |
| 21,7   | 45-59 ans    | 17,8   |
| 21,7   | 30-44 ans    | 22,1   |
| 15,0   | 15-29 ans    | 12,4   |
| 21,5   | 0-14 ans     | 22,1   |

| Hommes | Classe d’âge | Femmes |
| ------ | ------------ | ------ |
| 0,5    | 90 ou +      | 1,4    |
| 5,3    | 75-89 ans    | 8,1    |
| 14,8   | 60-74 ans    | 16,2   |
| 19,1   | 45-59 ans    | 18,4   |
| 19,5   | 30-44 ans    | 18,7   |
| 20,7   | 15-29 ans    | 19,1   |
| 20,2   | 0-14 ans     | 18     |

### Manifestations culturelles et festivités
- 1er dimanche de mai et de septembre : fête foraine.
- Dimanche et lundi de Pâques: exposition artisanale.
- Lundi de Pâques: brocante[20].

### Sports et loisirs
Bermerain compte 2 clubs cyclistes,, un club de javelot, un de football, un de gym, un de taïdo, un de danse, un de chasse, ainsi qu'un club de pêche.

### Cultes
Bermerain fait partie de la paroisse Saint Denis en Solesmois et dispose d'une église, l'Église de l'Assomption, située non loin de la mairie.

### Économie
Bermerain dispose d'un bar tabac, rouvert début 2018 après un incendie l'ayant ravagé en 2016, et d'un salon de coiffure, situé juste en face du tabac, au centre du village[Quand ?].

## Culture locale  et patrimoine

### Lieux et monuments
- Église de l'Assomption, des XIe et XVIe siècles[52] ; une dalle funéraire, datant de 1637, et la chaire à prêcher sont classées monuments historiques à titre d'objet.

- Porte cochère de 1627.
- Lavoir du XIXe siècle construit en grès et en bois, accessible par un escalier de onze marches. Couvert d'une charpente en bois, son bassin rectangulaire est  entouré d'une margelle[53].

- Chapelle Delfosse dédiée à Sainte-Thérèse, en bordure de la route de Valenciennes[54].

- Deux cimetières sur le territoire de la commune hébergent des tombes de guerre de la Commonwealth War Graves Commission de soldats tués pendant la libération de la région, fin octobre, début novembre 1918 :
  - 41 tombes dans le Bermerain Communal Cemetery situé à l'entrée du cimetière communal, rue de la Folie ;
  - 48 tombes dans le Vendegies Cross Roads British Cemetery, Bermerain situé au carrefour de la route de Vendegies-sur-Écaillon.

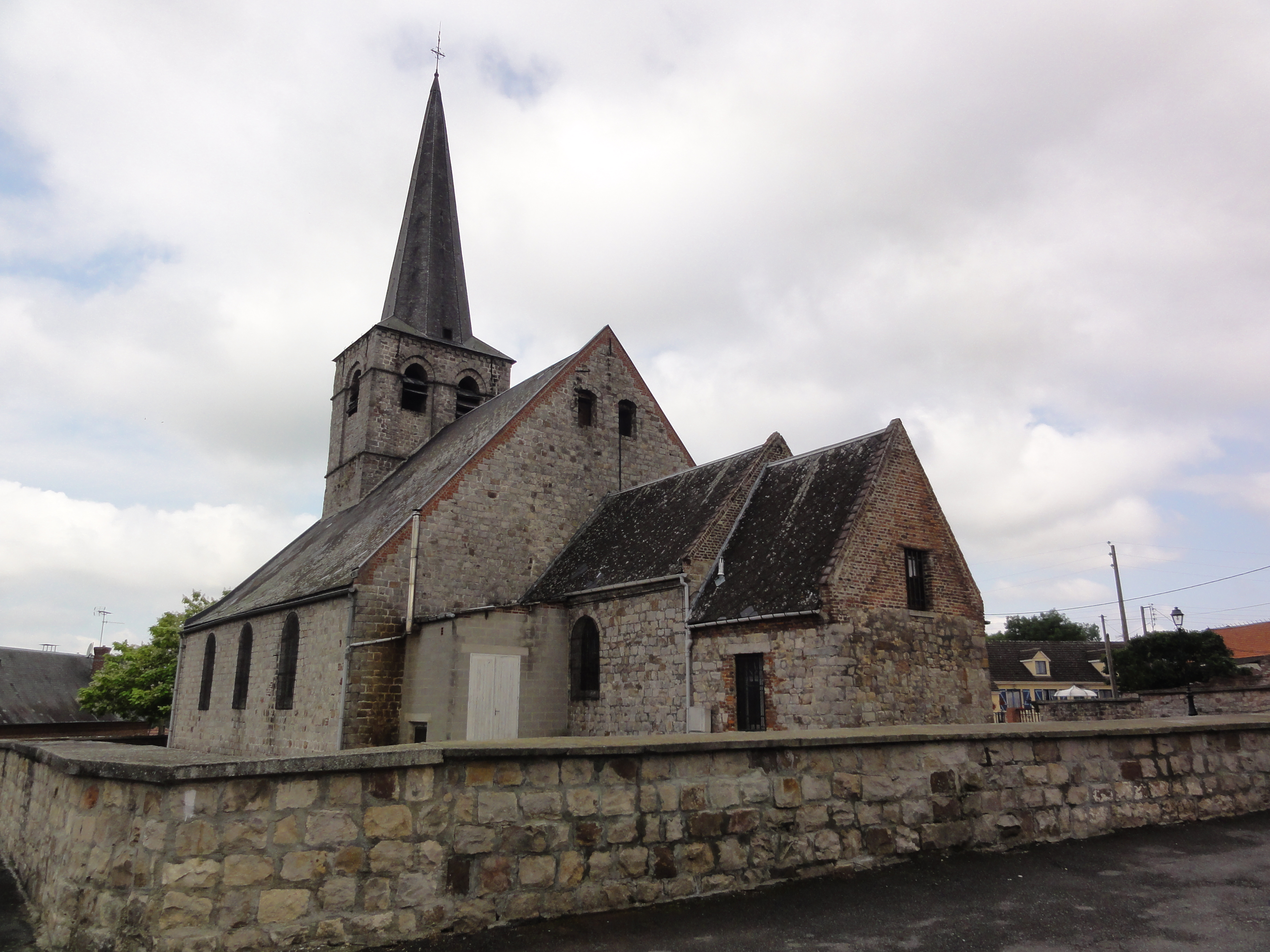
L'église de l'Assomption.
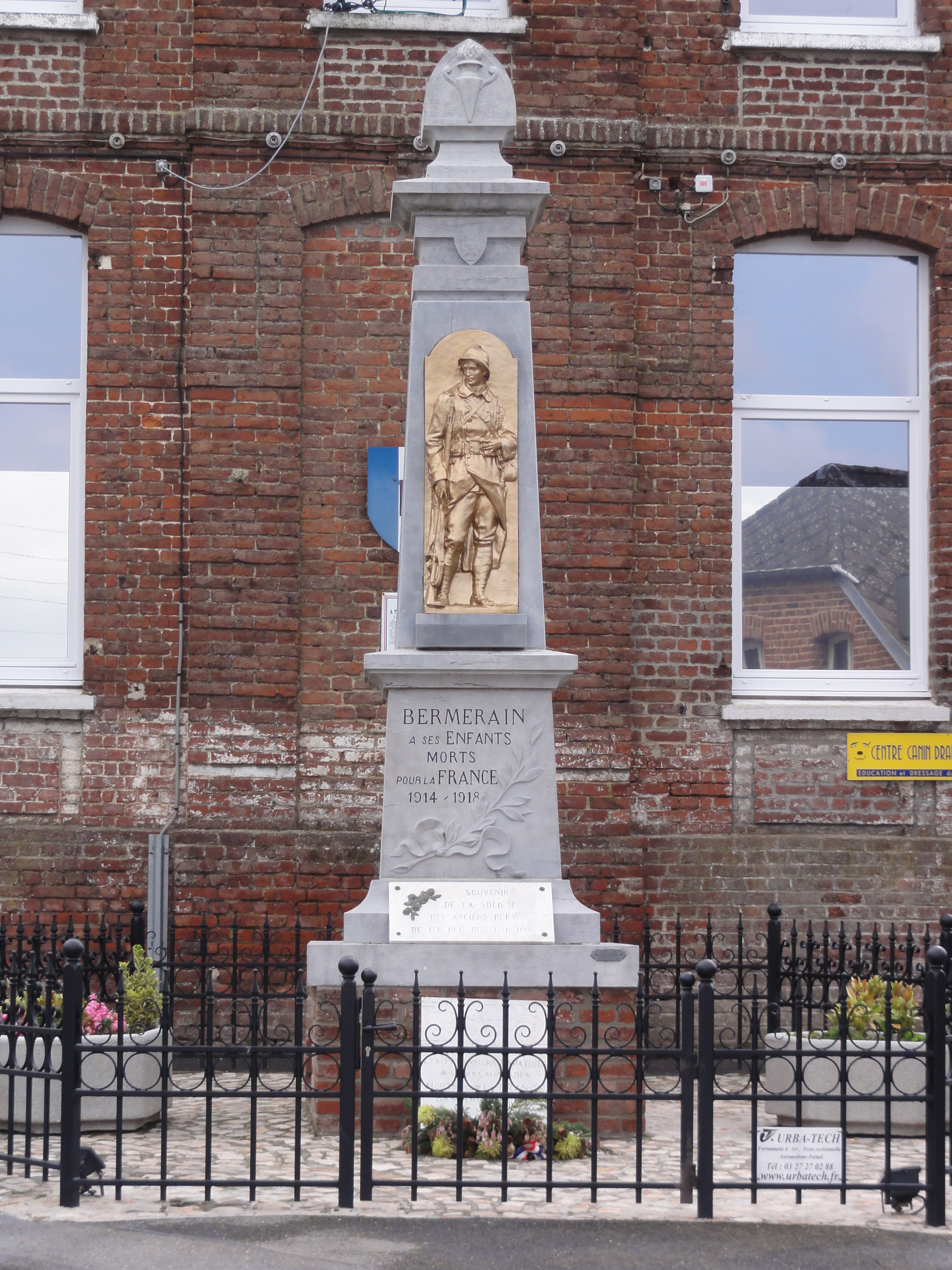
Le monument aux morts.
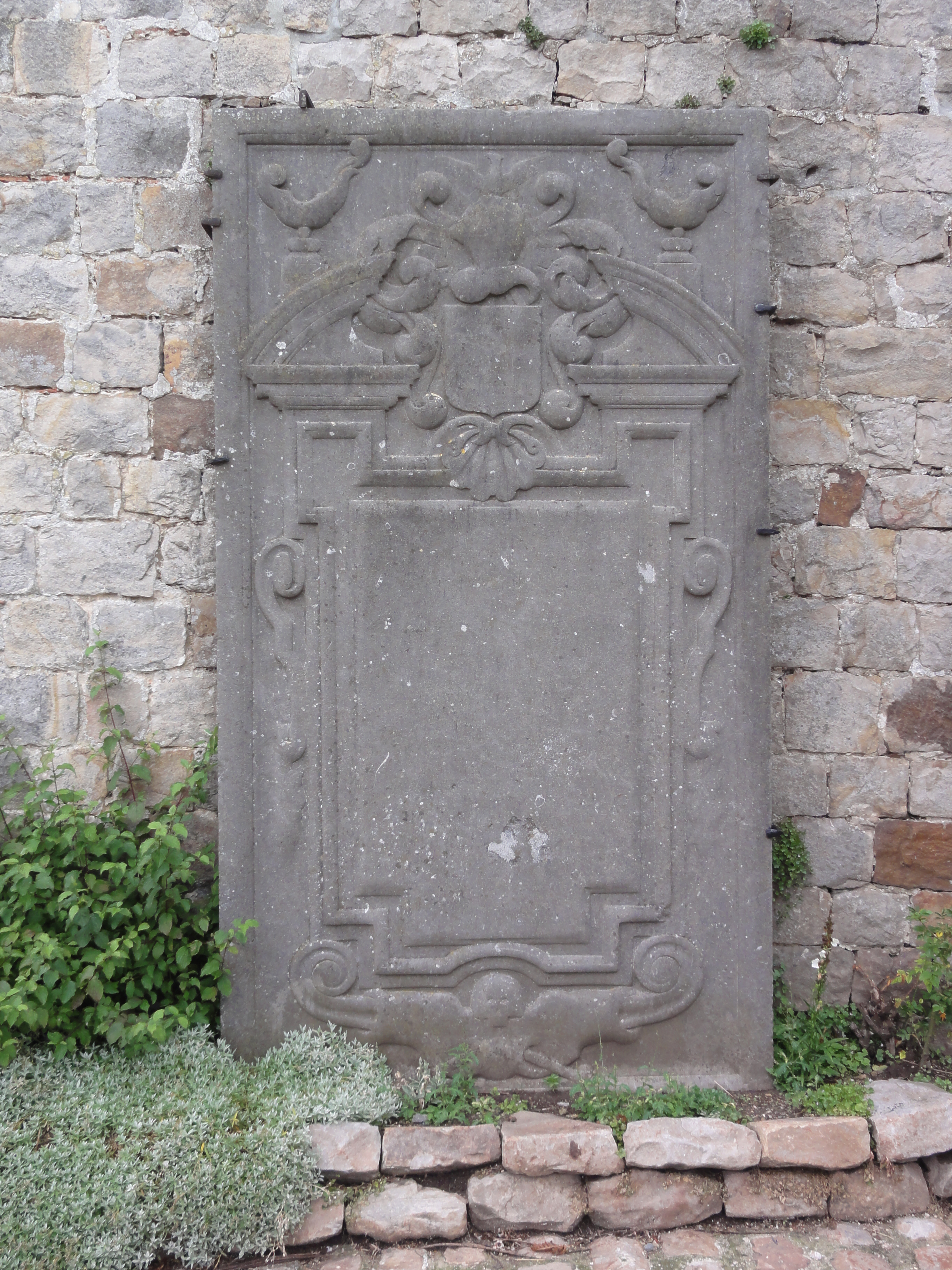
Une dalle funéraire (celle-ci non classée).
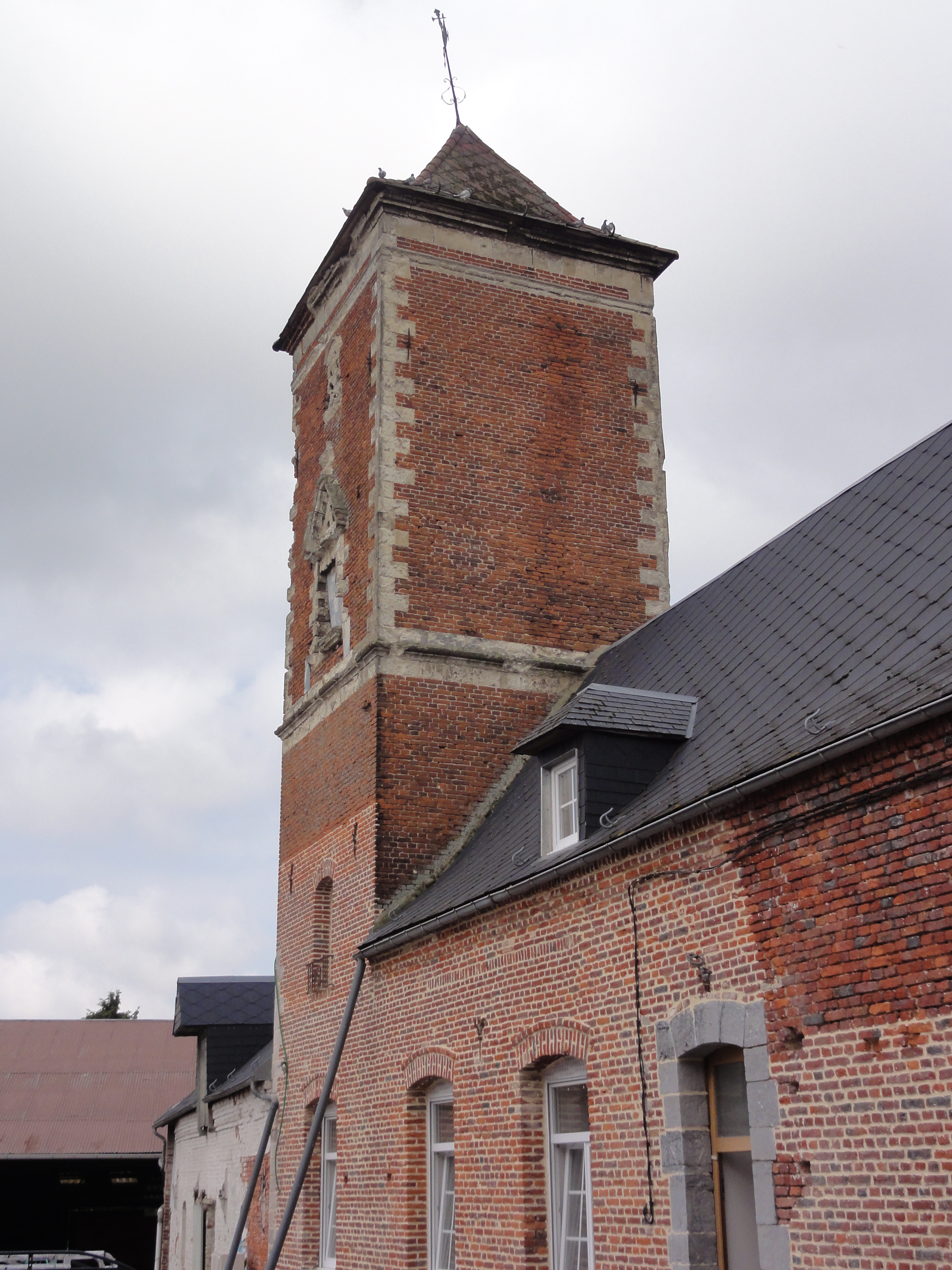
Une tour-pigeonnier.
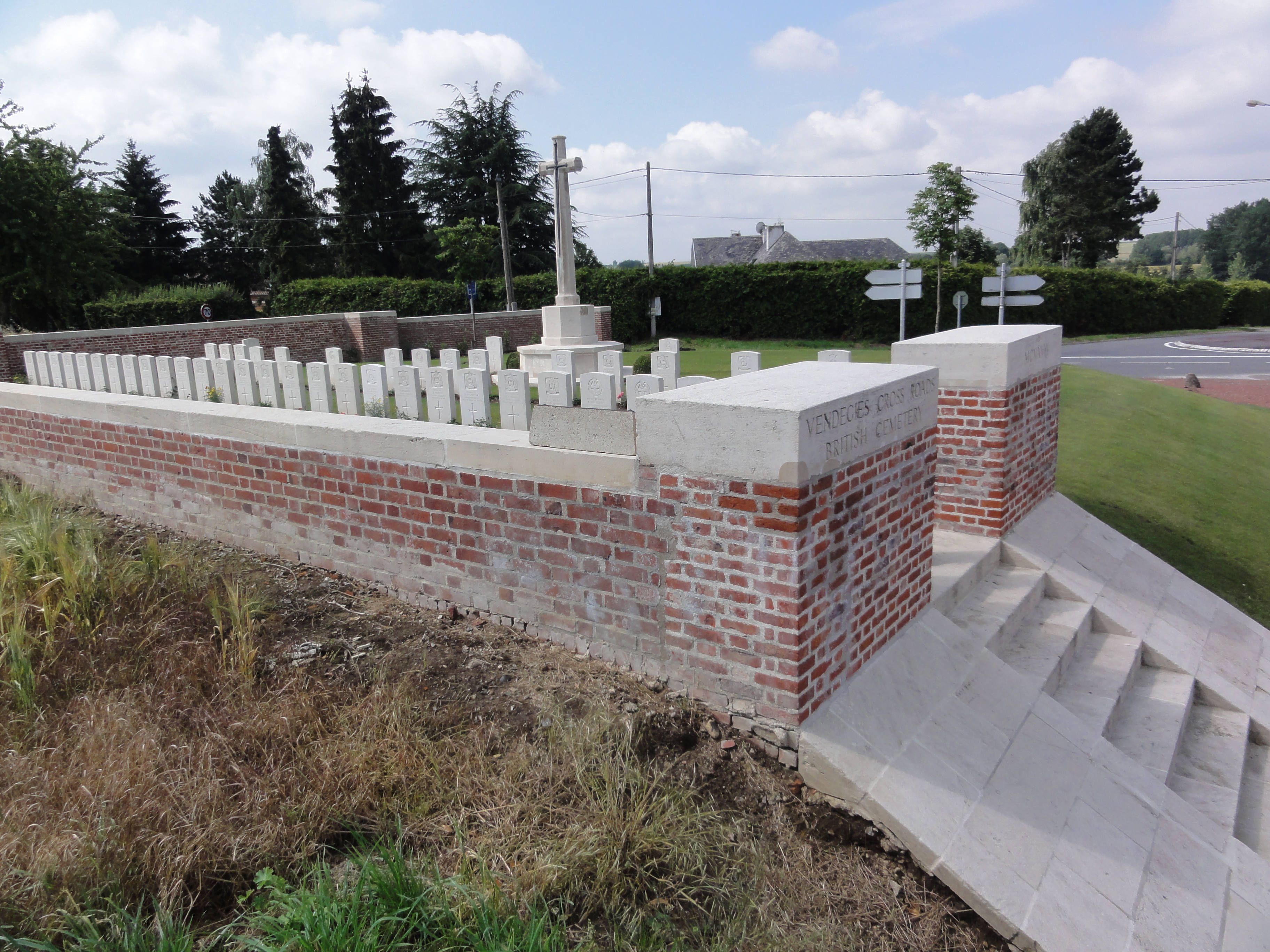
Vendegies Cross Roads British Cemetery à Bermerain.

### Bernemain dans les arts et la culture
Hermann Kalbfuss (1887-1918), historien allemand, a réalisé pendant la première Guerre mondiale plusieurs dessins à Bernemain en 1917 :

œuvres de Kalbfuss réalisées à Bernerain
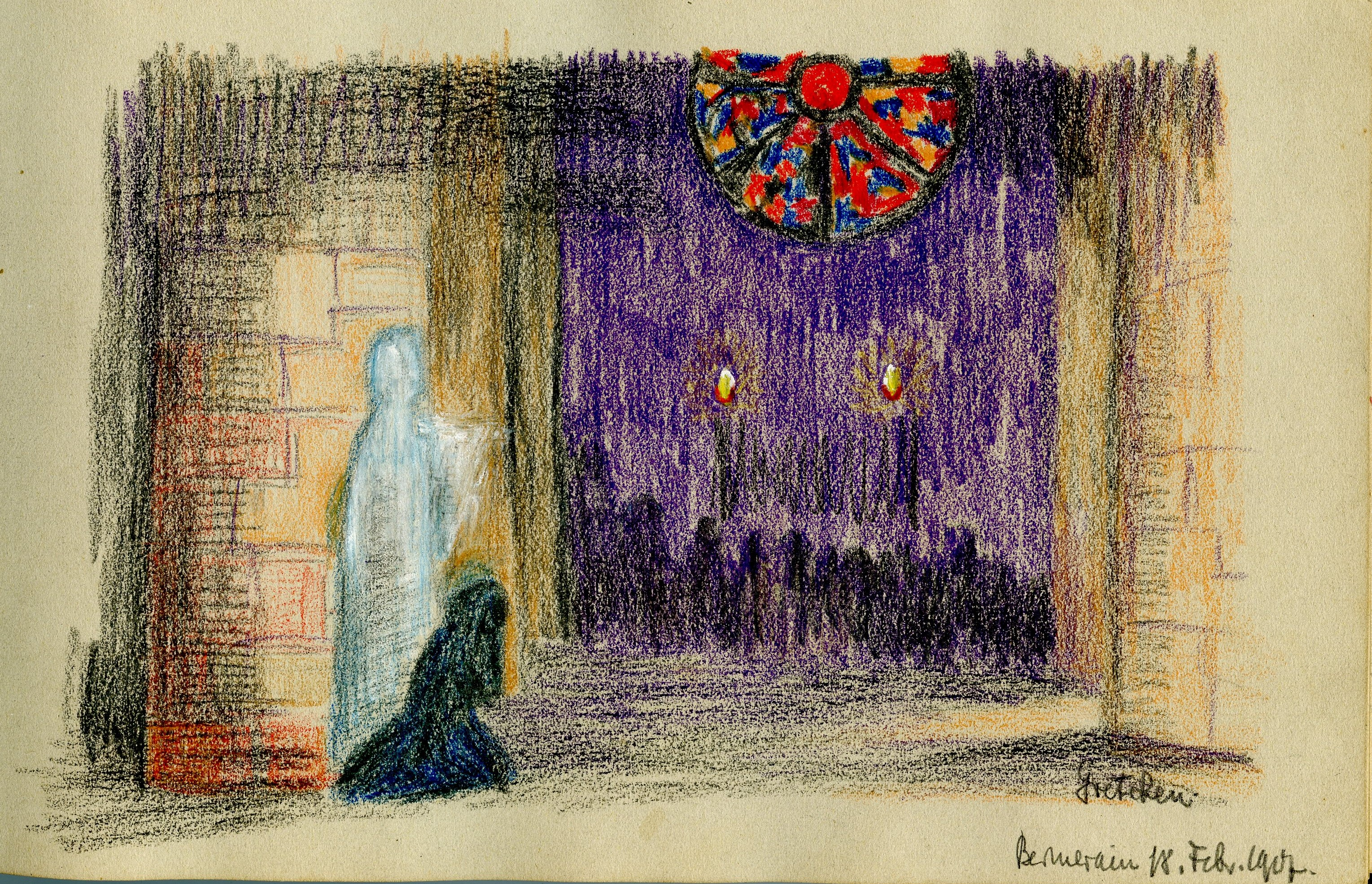
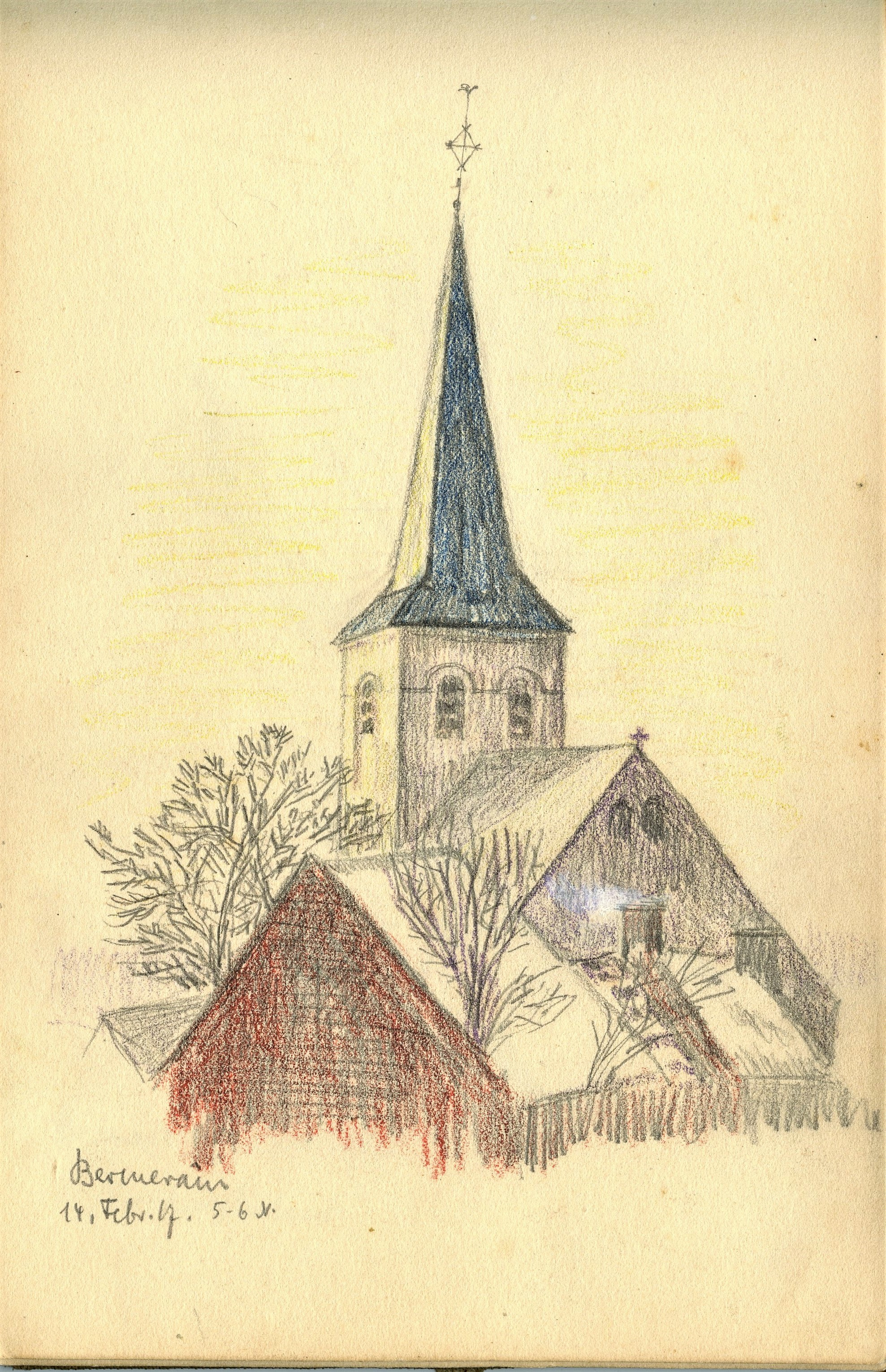
L'église de l'Assomption.
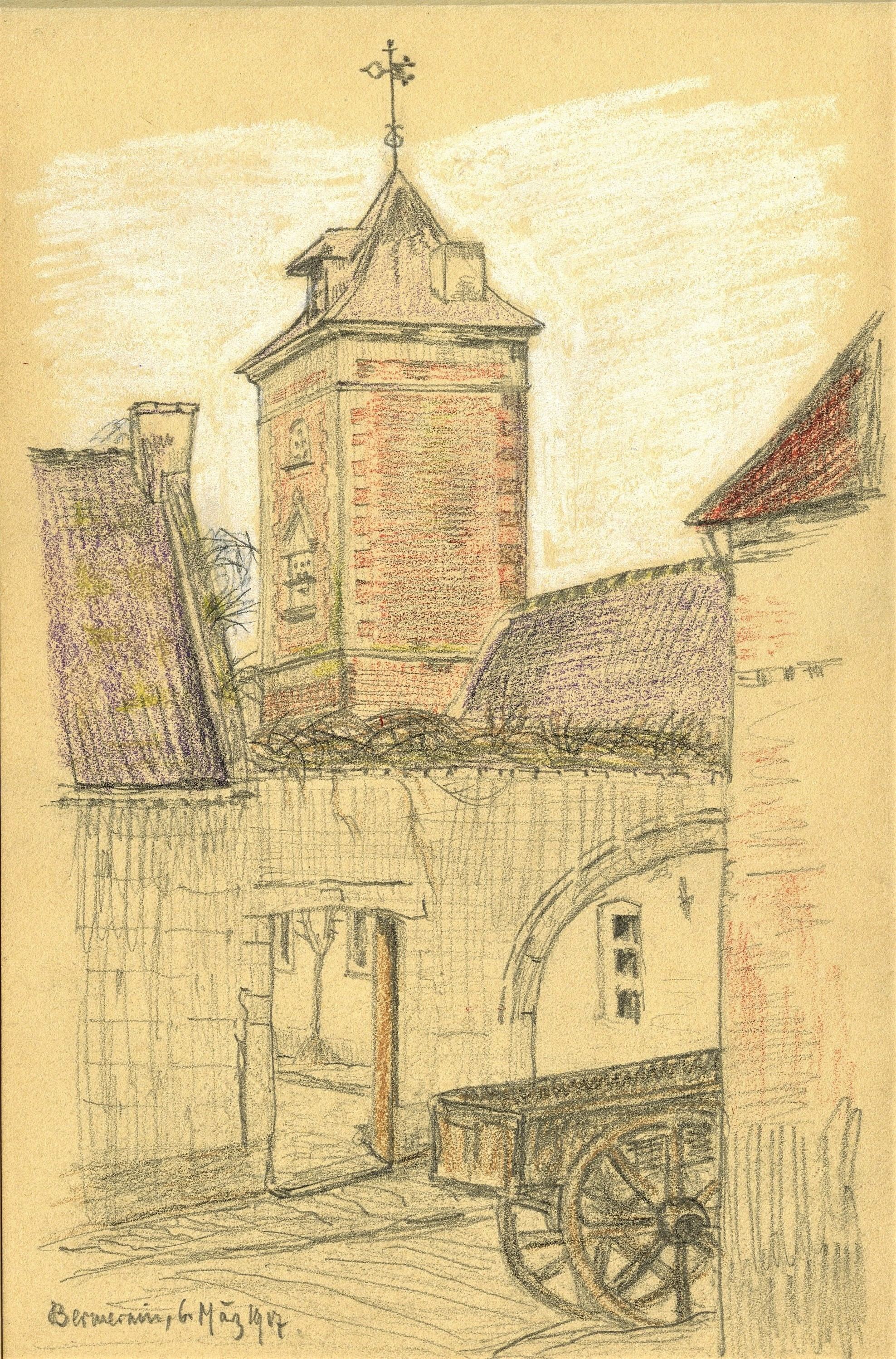
Uner tour pigeonnier.
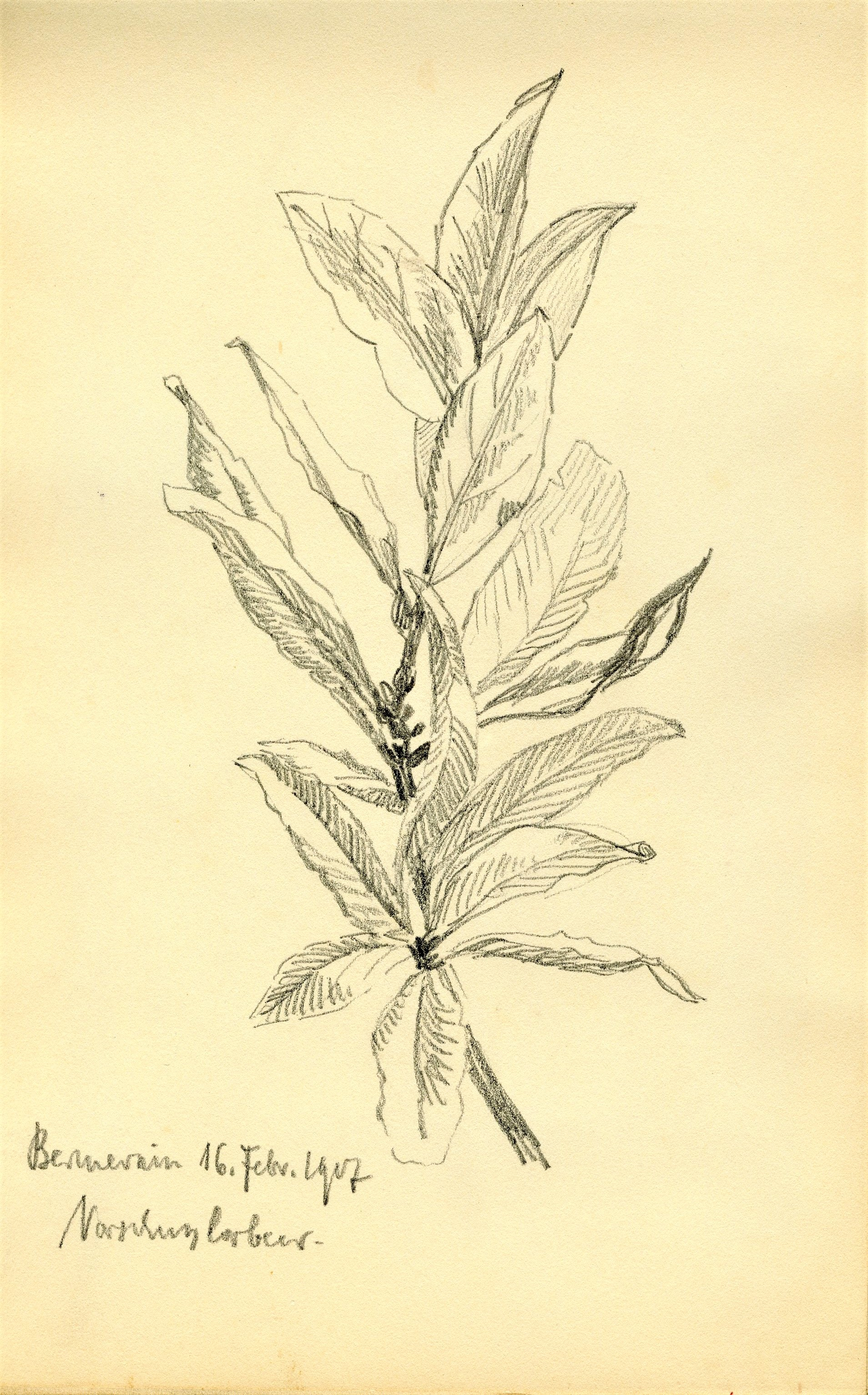
Laurier.

### Héraldique
| Blason de Bermerain | Blason  | Écartelé aux 1 et 4, d'argent à trois fasces de gueules et aux 2 et 3, d'argent à trois doloires de gueules, les deux du chef adossées. |
| Blason de Bermerain | Détails | Plusieurs villages de l'arrondissement d'Avesnes-sur-Helpe possèdent les mêmes armoiries : Étrœungt, Féron, Lez-Fontaine, Ferrière-la-Grande, Rousies, Solre-le-Château et Solrinnes. En effet, ces villages appartenaient à la famille de Croÿ-Renty De plus, cinq de ces villages sont arrosés par la Solre : Lez-Fontaine, Ferrière-la-Grande, Rousies, Solre-le-Château et Solrinnes. Le statut officiel du blason reste à déterminer. |

## Pour approfondir